# Síla ligandového pole
Síla krystalového pole je kvantově fyzikální veličina označovaná Δ, v případě oktaedrických komplexů Δo, u sloučenin s tetraedrickou geometrií pak Δt. Její velikost udává energetické rozštěpení původně rovnocenných d orbitalů vlivem rozmístění ligandů kolem centrálního atomu. Pro její hodnoty platí následující:
- Čím je vyšší mocenství centrálního atomu, tím je vyšší hodnota Δ. Pro ionty M3+ je Δ 1,6 násobkem Δ pro ionty M2+, u iontů M4+ je to dokonce 1,9 násobek.
- Síla ligandového pole atomů druhé přechodné řady je o 30-50 % vyšší než Δ atomů první přechodné řady. Obdobný vztah existuje i mezi třetí a druhou přechodnou řadou.
- Vliv ligandů na hodnotu Δ udává jejich postavení ve spektrochemické řadě ligandů.
- Hodnoty Δt dosahují jen zhruba 40-60% hodnot Δo.